# Distretto di Tarialan (Hôvsgôl)
Il distretto di Tarialan è uno dei ventitré distretti (sum) in cui è suddivisa la provincia del Hôvsgôl, in Mongolia. Conta una popolazione di 6.085 abitanti (censimento 2009). 